# Litteraturteori
Litteraturteori er i snæver forstand den systematiske undersøgelse af litteratur og metoderne til at analysere litteratur. Siden det 19. århundrede omfatter det også idéhistorie, moralfilosofi, og andre tværgående temaer. Inden for humaniora kaldes denne brede sidstnævnte kategori ofte bare for "teori". Som en konsekvens, er ordet "teori" ordet en samlebetegnelse for en række forskellige videnskabelige tilgange til at læse tekster. De fleste litteraturteoretiske tilgang er informeret af forskellige aspekter af kontinental filosofi. Med tiden er litteraturteorien blevet etableret som et selvstændigt felt. Tidsskriftet New Literary History, der blev grundlagt i 1969, var det første tidsskrift, der havde litteraturteorien som et hovedfokus og siden er andre tidsskrifter fulgt efter i den tradition. I Danmark har tidsskriftet K&K været et vigtigt forum for litteraturteoretisk udvikling. 

## Historie
Litteraturteorien blev professionaliseret i 1900-tallet, men har historiske rødder som går tilbage til oldtidens Grækenland med Aristoteles’ Poetikken. Også æstetisk teori fra antikkens filosofi og frem til 1700-tallet og 1800-tallet har haft betydelig indflydelse på den moderne litteraturvidenskab. Litteraturteori og litteraturkritik har vært tæt forbundet i alle tider. Litteraturteori i ordets moderne betydning går dog kun tilbage til tiden efter 2. verdenskrig da strukturalistiske lingvister som Ferdinand de Saussure for alvor begyndte at påvirke engelsksproget litteraturkritik. Nykritikken og andre europæiske former for formalisme, specielt russisk formalisme, havde beskrevet nogen af deres mere abstrakte anstrengelser som "teoretiske", men det var ikke før strukturalismen begyndte at gøre sig gældende i den engelsksproglige akademiske verden, at litteraturteori blev opstod som et selvstændigt fagområde.[kilde mangler]
I den akademiske verden i Storbritannien og USA blev litteraturteori populært fra slutningen af 1960'erne, da dens indflydelse spredte sig på universiteter som Johns Hopkins og Yale i 1980'erne. Især her var litteraturteori en meget vigtig del af undervisningen. I løbet af dette tidsrum blev litteraturteori anset for at være banebrydende forskning og de fleste universiteter verden over forsøgte at studere og undervise i teori. På grund af dens stigende popularitet og det svært tilgængelige sprog i dets centrale tekster, blev litteraturteori også ofte kritiseret som forbipasserende, trendy og obskurt. Nogle forskere, både de teoretisk orienterede og de der ikke tog litteraturteorien til sig, refererer til debatten i 1970'erne og 1980'erne som "teorikrigen". I begyndelsen av 1990erne var litteraturteoriens popularitet som separat interesseområde falmet noget. I dag drager nogle forskere meget på litteraturteori i deres arbejde, mens andre kun nævner det indledningsvis eller ikke i det hele taget, men dens tilstedeværelse er fortsat en vigtig del af professionaliserede litteraturvidenskabelige studier.[kilde mangler]